# NGC 1806
NGC 1806 هي مجرة تتبع كوكبة أبو سيف. اكتشفها جون هيرشل في 30 ديسمبر 1836.

## روابط خارجية
- NGC 1806 على موقع ويكي سكاي: DSS2, SDSS, GALEX, IRAS, Hydrogen α, X-Ray, Astrophoto, Sky Map, Articles and images